# 米沢市上杉博物館
米沢市上杉博物館（よねざわしうえすぎはくぶつかん、Yonezawa city Uesugi Museum）は、山形県米沢市の市立博物館である。本項では、併設の置賜文化ホールについても記述する。

## 概要
1967年（昭和42年）9月1日に上杉神社の境内に米沢市立の博物館として開館した。
米沢城跡の一角に所在した米沢工業高校の同市川井への新築移転に伴い、その跡地に、2001年（平成13年）9月、山形県が整備した｢置賜文化ホール｣と米沢市が整備した「米沢市上杉博物館」が合築され、高円宮も臨席の下、開館記念式典を挙行。「伝国の杜」がオープンした。
伝国の杜は設計・監理を関・空間設計および山形県土木部建築住宅課営繕室が担い、施工は戸田建設・黒金建設工事共同企業体が手掛けた。2階建て。総工費は約75億円。施設整備に当たっては、北正面に上杉神社を始めとする景観を楽しみながら各種イベント等に利用できるように広いひろばを配した。また、内部はひろばと平行しモールを介し博物館、ホール等、様々な施設機能が有機的に繋がるようにした。
愛称の伝国の杜は、全国公募され、1544点の中から応募作「伝国の館」を最優秀作に選び、「館」を「杜」に補作して決定した。「伝国」は上杉治憲（鷹山）が家督を譲る際に著した藩主の心得書「伝国の辞」にちなんだものという。
2014年9月、「父は鷹山を称賛していた」と発言していた駐日米大使であったキャロライン・ケネディが、県や市からの来訪の懇請に応え、米沢を訪問。その際、伝国の杜のギャラリーから、広場に集まった約3千人の聴衆を前に「今日は私が待ちに待った日。父は1人でも世の中に変化をもたらすことができる、やってみろといっていた。しかし鷹山ほどこのことを端的に言い表した人はいない。為せば成る、と」とスピーチした。

## 米沢市上杉博物館
上杉鷹山等の上杉氏に関連する展示を中心に、伊達氏や市内の古墳に関する展示など江戸時代以前の展示もおこなっている。

### 指定文化財

#### 国宝
- 紙本金地著色洛中洛外図（上杉本洛中洛外図） 狩野永徳筆 六曲屏風一双
- 上杉家文書 2,018通、4帖、26冊 
  - 附:歴代年譜（14部）325冊
  - 附:両掛入文書箱等並赤箪笥 3合2棹

#### 重要文化財（国指定）
- 越後国頸城郡絵図・越後国瀬波郡絵図 2鋪（附:越後国絵図 1鋪）
- 長尾上杉氏印章（晴景、謙信、景勝所用）27顆（寄託品）
- 太刀 銘一（号姫鶴一文字）（重要文化財）

| 洛中洛外図 |  | 洛中洛外図 |
| 洛中洛外図 |  |            |

## 置賜文化ホール
ホールの客席数は500席。通常は音楽や演劇などをする舞台形式であるが、可動式能舞台が併設されていることが特色の一つとして挙げられる。これは通常、エントランスホールに展示している能舞台が空気浮上方式で移動する仕組みになっているもので、施設のイメージ向上ならびに有効利用に資するよう導入した。

## その他
- 上杉謙信、景勝の武具甲冑や遺品の多くと、重臣直江兼続の甲冑（「愛」の前立の兜）などは上杉神社の所蔵であり、同神社の稽照殿（宝物殿）に収蔵・展示されている。
- NHK大河ドラマ『天地人』の放映に合わせ、2009年1月より2010年1月まで「天地人博2009」が開催された。

## 近隣
- 松岬公園（米沢城趾）
- 上杉神社
- 松岬神社
- 上杉城史苑
- 上杉伯爵邸